# ليام شوتون
ليام شوتون (بالإنجليزية: Liam Shotton)‏ هو لاعب كرة قدم بريطاني في مركز الهجوم، ولد في 28 مايو 1987 في إنجلترا في المملكة المتحدة. لعب مع هاوجانج يونايتد.

## وصلات خارجية
- ليام شوتون على موقع قاعدة بيانات كرة القدم.إي يو (الإنجليزية)
- ليام شوتون على موقع Soccerway.com (الإنجليزية)